# Tatiana Pauhofová
Tatiana Pauhofová (Bratislava, 13 de agosto de 1983) es una actriz eslovaca. Ha aparecido en numerosas películas, series de televisión y obras de teatro en Eslovaquia.

## Biografía
Pauhofová nació en 1983 en Bratislava, en aquel momento parte de Checoslovaquia y actualmente capital de Eslovaquia. Estudió en un gymnasium y en 2001 estudió arte dramático en la Universidad de las Artes Musicales en Bratislava.
En 2012 interpretó a Dagmar Burešová en la miniserie checa producida por HBO Hořící keř.

## Filmografía
- The Devil's Mistress (2016)
- Hořící keř (2012) .... Dagmar Burešová
- Terapie (2011) .... Sandra
- La verdadera historia de Janosik y Uhorcik (2009) ....
- 3 sezóny v pekle (3 semanas en el infierno) (2009) .... Hana
- Fabrika smrti: mladá krv (2009)
- Chuť leta (2009) (telefilme)
- "Obchod so šťastím" (2009) serie de televisión
- Smog (2009)
- Vlna (2009) miniserie
- Zlatá voči (2009) (TV)
- Ženy môjho muža (2009)
- "Soukromé pasti" (2008) serie de televisión
- BrainStorm (2008) (TV)
- Tři životy (2007) (TV)
- Polčas rozpadu (2007) (TV)
- Muzika (2007) (TV)
- "Poslední sezóna" (2006) serie de televisión
- Kousek nebe (2005) .... Dana
- Indián a sestřička (2005) .... Kajovka
- Siegfried (2004)
- Trampoty vodníka Jakoubka (2004) (TV)
- Čert ví proč (2003) .... Princesa Anna
- Pokrevní vztahy (2003) .... Marienka
- Kruté radosti (2002) .... Valentina
- Len treba chcieť (1997)
- Čaro múdrosti a lásky (1997)
- Vater wider willen (1995)
- Hu-hu bratia (1995) (TV)
- "Škriatok" (1995) serie de televisión